# Alexander von Benckendorff
Grof Alexander von Benckendorff (rusko Алекса́ндр Христофо́рович Бенкендо́рф), ruski general baltsko-nemškega rodu, * 1782, † 1844.
Bil je eden izmed pomembnejših generalov, ki so se borili med Napoleonovo invazijo na Rusijo; posledično je bil njegov portret dodan v Vojaško galerijo Zimskega dvorca.
Med letoma 1826 in 1844 je bil prvi poveljnik Specialnega korpusa žandarjev in Tretje sekcije (tajne policije).